# Carlos Martinez

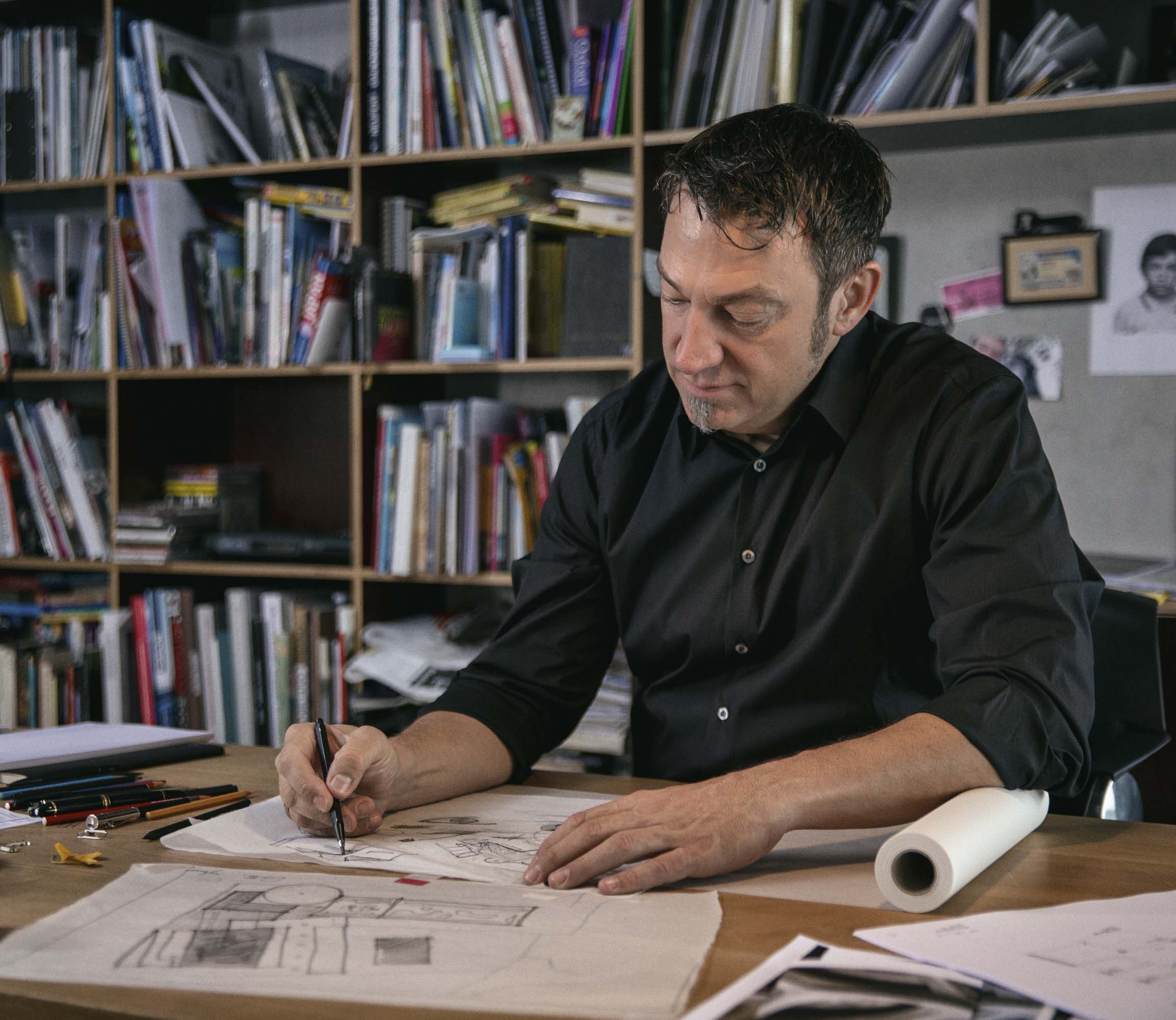
Architekt Carlos Martinez

Carlos Martinez (* 1967 in Widnau, Schweiz) ist ein Schweizer Architekt und CEO der Carlos Martinez Architekten AG.

## Werdegang
Carlos Martinez wurde 1967 als Sohn spanischer Emigranten in Widnau geboren. Nach seiner Ausbildung als Hochbauzeichner studierte er von 1988 bis 1992 Architektur am Abendtechnikum St. Gallen. Seit 1993 ist er Mitglied im Schweizerischen Werkbund und bis 2009 war er Architekturexperte der Eidgenössischen Kunstkommission. 2007 war er als Gastprofessor am Lehrstuhl für Stadtentwicklung der Technischen Universität München tätig. Carlos Martinez realisierte mit seinem Büro über 100 Projekte. Für seine Leistungen wurde er 2017 mit der Goldmedaille des «Foro Europeo Cum Laude» ausgezeichnet.